# 大衛·約翰斯通
大衛·約翰斯通（英語：David Johnston，2001年10月28日—），是美國的一位游泳運動員，主攻自由泳。他代表美國參加了2024年世界游泳錦標賽和2024年夏季奧林匹克運動會。在2024年美國奧運選拔賽上，他在400米自由泳排名第三位。

## 外部連結
- 大衛·約翰斯通在FINA（英语）
- 大衛·約翰斯通在SwimRankings.net（英语）